# Eduardo José Alvarado

Eduardo José Alvarado Santander es un médico cirujano con estudios en gerencia de la salud  y político colombiano, nacido el 26 de junio de 1959. 

## Biografía
Fue dos veces alcalde de la ciudad de San Juan de Pasto en el año 2001 al 2004 y del 2008 al 2012. Dos veces viceministro de Salud y 
vicepresidente del antiguo seguro social-
Consultor del BID en varias oportunidades en temas de seguridad social- 
Asesor para varios países en seguridad social- Docente de Postgrado en Universidad Externado de Colombia, Santo Tomás de Bogotá y CES-EAFIT de Medellín, Dentro de sus principales aportes a la consolidación del Sistema de Salud Colombiano se le reconoce como uno de uno de los creadores del régimen subsidiado de salud que mediante el SISBEN permite brindar atención médica a la población vulnerable.  Se ha destacado por estudiar la situación de la salud pública en Colombia y ha desarrollado importantes propuestas  para el fortalecimiento  y acceso de la población  a los programas de inmunización.[cita requerida]
Expertos dicen que es una de las personas con mayor conocimiento en el sector salud del país.[cita requerida]
La comunidad de Pasto lo cataloga como uno de los mejores alcaldes que ha tenido la ciudad siendo alcalde realizó importantes obras sociales y de infraestructura dentro de las cuales se destacan:[cita requerida]
1. Creación de Escuela de artes y oficios se han capacitado a más de 5000 personas y creado 1000 unidades de negocio generando auto empleo.
2. Relleno sanitario  ANTANAS con capacidad para 50 años es catalogado uno de los mejores del país 
3. Red de escuelas de formación en musical
4. Gestión para nombrar a los carnavales de Pasto patrimonio nacional y luego patrimonio inmaterial de la humanidad 
5. Construcción de la plaza del carnaval 
6. Constitución de sistema integrado de transporte SIIT
7. Constitución de la empresa descentralizada AVANTE priorizando 69 obras mejorando la infraestructura vial, generando más de 4.000 empleos directos e indirectos luego de dejar la alcaldía en el 2008 aún se siguen viendo sus obras 
8. Dejó a Pasto en una Cobertura del SISBEN de un 98% 
9. Fue el creador de SEPAL empresa municipal de alumbrado público.
10. Siendo alcalde creó la secretaria de bienestar social 
11. Secretaría de Desarrollo Económico y Competitividad 
12. Construcción de los centros comerciales populares y recuperación del espacio público dando solución a más de 400 personas que ocupaban el espacio público con comercio informal[cita requerida]
Es considerado por la ciudadanía como uno de los alcaldes más eficaces y responsables de toda la historia de Pasto.[cita requerida]

## Educación
- Primaria: Colegio San Francisco Javier
- Secundaria: Liceo de la Universidad de Nariño (1971)
- Universitaria: Medicina y Cirugía , Universidad de Antioquia (1988)
- Postgrado: Gerencia en Salud Pública, EAFIT

## Carrera profesional y laboral
- Médico General, Metrosalud ISS Medellín
- Jefe Salud Comunitaria, Metrosalud ISS, Medellín
- Viceministro de Salud, 1994, Bogotá
- Ministro de Salud (Encargado)
- Asesor Convenios ISS , Programa Naciones Unidas para el Desarrollo, Bogotá,.
- Presidente Instituto Seguros Sociales,  Bogotá.
- Director general Seguridad Social, Ministerio de Salud, 16-02-1996 – 01-03-1997 Bogotá.
- Presidente Delegación Colombiana a la Asamblea Mundial de Salud, 1994.
- Asesor Organización Panamericana de la Salud,  Bogotá.
- Jefe Delegación Colombiana a la conferencia iberoamericana a la salud,  1995 (Ciudad de México)
- Docente Post Grado Universidad Externado Colombia,  Bogotá
- Docente Post Grado Universidad Santo Tomas De Aquino,  Bogotá
- Docente post grado convenio CES – EAFIT. Medellín
- Consultor Universidad Nacional De Colombia
- Asesor y conferencista sobre temas de reforma al sistema de  salud y seguridad social en Chile, Nicaragua, Perú, México, República Dominicana, Venezuela Y Ecuador.
- Viceministro de salud, 01/03/2004
- Viceministro de salud. 24/10/2008.
- Ministro de Salud Encargado en varias oportunidades
- Alcalde Municipal de Pasto 01/01/2001 - 31/12/2003.
- Alcalde Municipal de Pasto 01/01/2008 - 31/12/2011.
- candidato a la Gobernación de Nariño
- Candidato al Senado de la República
- Consultor BID
- Asesor Ministerio de Salud

## Publicaciones
- Alvarado, Eduardo (1998). El régimen subsidiado de salud. Bogotá: Fundación DREE.